# Diecai
Diecai är ett stadsdistrikt i Guilin i den autonoma regionen Guangxi i sydligaste Kina.